# 離乳食
離乳食（りにゅうしょく、英: baby food）とは、生後6か月-2歳の赤ちゃんのために特別に作られた、母乳や育児用ミルク以外の成長に必要な栄養素を補う柔らかく食べ易い食品のこと。既製品や、常食を細かくつぶしたものなど、さまざまな種類や風味がある。

## 開始時期と健康

### 世界の開始時期
2023年の時点で、世界保健機関(WHO)、ユニセフ、および多くの国の保健機関は、赤ちゃんが離乳食を始めるのを生後6か月まで待つことを推奨している。早すぎず遅すぎず6か月である。

### 健康について
世界的な公衆衛生(英: public health)の推奨事項として、世界保健機関(WHO)は、乳児が最適な成長、発達、健康を達成するために、生後6か月間は完全母乳で育てることを推奨している。生後6か月の乳児のほとんどは、生理的および発達的に、新しい食べ物、食感、および摂食方法に対して準備ができている。世界保健総会(英:World Health Assembly)に助言する専門家は、生後6か月より前に固形物を摂取すると、成長を改善することなく、赤ちゃんの病気の可能性を高めるという証拠を提供した。
生後6か月より前に固形食品を摂取することに伴う健康上の懸念の1つは、鉄欠乏である。補完的な食品を早期に導入することで、乳児の空腹を満たすことができ、その結果、母乳育児の回数が減り、最終的に母親の母乳の生産量が減少する。母乳が近位小腸で他の食品と接触すると、母乳からの鉄の吸収が抑制されるため、補完的な食品を早期に使用すると、鉄の枯渇と貧血のリスクが高まる可能性がある。
カナダでは、幼児食のナトリウム含有量が規制されている。裏ごしした果物、果汁、果実飲料、シリアルは、ナトリウムが添加されている場合は販売できない（裏ごししたデザートを除く）。自然にナトリウムを含む食品は、幼児食の種類に応じて、食品100グラムあたり0.05-0.25グラムに制限されている。
アレルギーの家族歴がある場合は、食物アレルギーや過敏症を示す反応に気付くまで数日間隔を空けて、一度に1つの新しい食物のみを導入することが勧められる。このようにして、子供が特定の食物に耐えられない場合、どの食物が反応を引き起こしているかを判断できる。
成長する乳児の栄養ニーズを満たすことは、健康な発育に不可欠である。乳児に不適切または不十分な栄養を与えると、重大な病気を引き起こし、身体的および精神的発達に影響を与える可能性がある。いつ固形食品を導入するか、乳児に与える適切な種類の食品、および衛生習慣に関する情報を共有する教育キャンペーンは、これらの栄養習慣を改善するのに効果的である。

## 必要な栄養と食事量
世界保健機関は、少量から開始し、子供が成長するにつれて徐々に増やすことを推奨している。子供の必要に応じて例えば、生後6-8か月の乳児は 1日2-3食、生後9-23ヶ月の乳児は 1日3-4食、要求に応じて2回ほど追加でスナック（間食/補食/おやつ）を与えていく。
新生児には、母乳または育児用ミルクの食事が必要である。 乳児の場合、炭水化物（主に乳糖）の最小摂取量は総エネルギーの40%であり、2歳までにエネルギーの55%まで徐々に増加する必要がある 。
2008年のFeeding Infants and Toddlers study に示されているように、一般的に離乳食の主な消費者である乳幼児の全体的な食事は推奨量の主要栄養素を満たしていたり大幅に上回っていたりする。一般的に幼児と未就学児は食物繊維が少なすぎ、未就学児は全体的な脂肪摂取量は推奨よりも低いものの飽和脂肪を過剰に摂取していたりする。微量栄養素の水準は通常、推奨する水準内でした。年長の乳児の小規模なグループを対象としたアメリカの研究では、乳児は、鉄分を強化した離乳食のような、より多くの鉄分と亜鉛を必要としていた。かなりの割合の幼児と未就学児が、合成葉酸、既成ビタミンA、亜鉛、およびナトリウム (塩)は推奨する水準よりも多く接種していたが許容可能な範囲内であった。

## 準備と給餌
赤ちゃんは効果的に噛むための筋肉や歯が発達していないため、離乳食は柔らかい液状のペーストか、簡単に噛める食べ物のいずれかにする。赤ちゃんは通常、授乳や育児用ミルクで食欲を十分に満たせなくなると、離乳食を消費するようになる。赤ちゃんは固形物を食べる際に歯が生えている必要はない。しかし、歯は通常、この年齢で現れ始める。加熱が不十分な野菜、ブドウ、骨を含む可能性のある食品など、窒息の危険性がある特定の食品には注意が必要である。赤ちゃんは、ピューレ状の野菜や果物からなる液状の離乳食から食べ始める。時には米のシリアルや育児用ミルク、または母乳と混ぜる。次に、赤ちゃんが噛むことができるようになると、小さくて柔らかい破片や塊も入れることができる。歯のある赤ちゃんは食べ物を砕く能力があるが、すりつぶすための後臼歯がないため、食べ物を注意深くつぶしたり、事前に砕いたり、赤ちゃんのために扱いやすい部分に分けたりするなど注意が必要である。生後6か月頃になると、赤ちゃんは親の助けを借りて自分で食べ始めることもできる (食べ物のかけらを手でつかむ、握りこぶし全体を使う、または親指と人差し指でつまむ(英: pincer grasp))。

### 自家製または商用

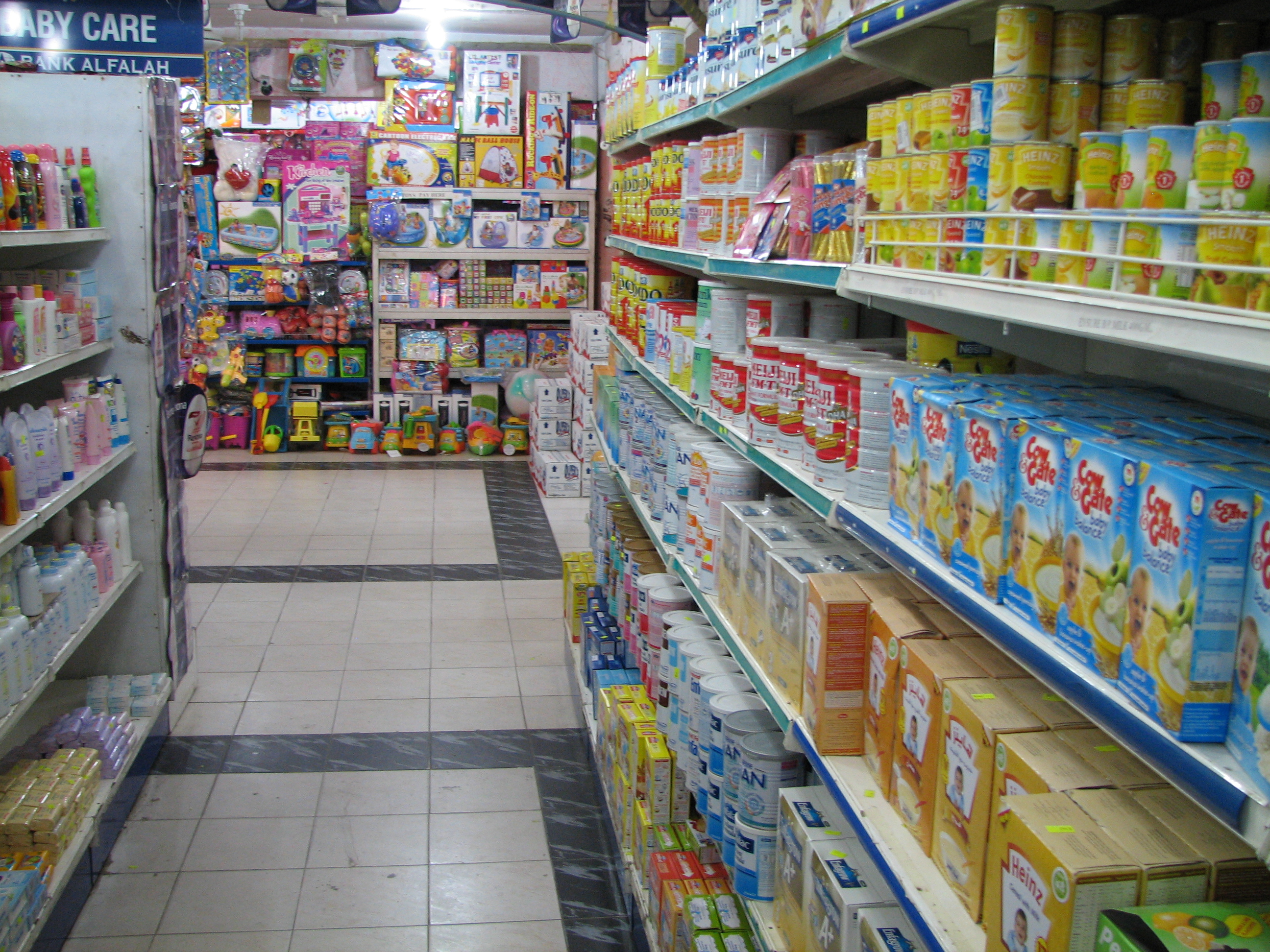
店の通路には市販の離乳食が揃っている

自家製離乳食は、市販の離乳食よりも安価である。家庭料理は、家に冷蔵設備と基本的な衛生設備があって十分多様な食事をしている場合にのみ適切に導入できる。手作りの離乳食を準備する際には、野菜や果物の洗浄やすすぎ、使用する調理材料や包装材料など、適切な衛生管理を行うことが重要である。
自家製の食品は、すぐに食べられる市販の離乳食の瓶や箱を開けるよりも、準備に時間がかかる。食べ物は、幼い赤ちゃんのためにみじん切りやピューレにしたり、家族が食べる用に使う塩や強烈なスパイスや砂糖を入れないように別々に調理する必要があることもある。

### 好き嫌い
親や介護者は、幼児の最大半数を「うるさい」または「おかしい」と感じる可能性があり、ピークは24か月前後である。この意見を持つ大人は、子供が8回から15回味わうまで食べ物を与え続けるよりも、3回から5回試しただけで新しい食べ物を子供に与えるのをやめることが多い。 またそのような人達は、食欲を抑える乳汁やその他の好きな食べ物を代わりに与えたり、子供に無理矢理食べさせようとしたりと、逆効果を招く行動をしがちである。

## 食品の種類
最初の1年間は、母乳または育児用ミルクがカロリーと栄養素の主な供給源である。生後6か月までの乳児は、母乳または育児用ミルクのみを摂取する必要がある。生後3-5日の間、新生児は日中2-3時間ごとに56ml（2オンス）、夜間は3時間ごとに1日8-12回の授乳を行う必要がある。乳児が生後4か月のとき、彼らの食事は依然として母乳または育児用ミルクのみで構成されており、通常は 1日あたり850-902ml（30-32オンス）を摂取する必要がある。生後6か月までに、乳児は食卓の食べ物に慣れる準備が整う。
窒息の危険性に注意が払われている場合、赤ちゃんは通常の家庭用食品で直接始めることができる。これは赤ちゃん主導の離乳(英: baby-led weaning 略称: BLW)と呼ばれる。母乳は母親が食べた食物の風味を帯びるため、これらの食物は特に良い選択である。

### 食品の種類（2008年当時）
シリアル大抵、生後4-5か月のアメリカの赤ちゃんの約半数が乳児用シリアルを与えられている。赤ちゃんは、乳児用シリアルをほんの一口か、または乳児用シリアルと他の食品を混ぜた食品をほんの一口しか食べていない可能性がある。その年齢では、他の種類の穀物ベースの食品はまれである。生後6か月から12か月になると赤ちゃんの約90%がある種の穀物を食べているが、その内の乳児用シリアルを食べている割合は半分だけである。他は、年長の子供向けに作られた米、パン、クラッカー、パスタ、シリアルを食べる。
果物任意の日に、生後4-5か月の赤ちゃんの約20%がふつう離乳食用の何らかの種類の果物を食べている。これら果物は全て同様に、小さな一口ほど小さいものや果物が入った食べ物に加工されている。生後6～9か月の赤ちゃんの3分の2、生後9か月以上の赤ちゃんと幼児の75-85%が何らかの種類の果物を食べている。生後6-9か月の赤ちゃんの半分は離乳食用の果物を食べているが、生後12か月以上の幼児は主に新鮮なバナナや缶詰の果物など、離乳食以外の果物を食べている。リンゴとバナナは、すべての年齢の赤ちゃんにとって一般的な果物である。通常フルーツジュースは、主にリンゴとグレープジュースは、果物よりも後に導入されていて、年長の赤ちゃんと幼児の約半数がある種の100%フルーツジュースを飲む。
野菜大抵、生後4-5か月の赤ちゃんの約4分の1が、何らかの野菜を少なくとも1回は食べていて、ほとんどの場合それは離乳食用で、それらは通常ニンジンやカボチャやサツマイモや冬カボチャ(英: winter squash)などの黄色またはオレンジ色の野菜である。生後6-9か月で、赤ちゃんの約60%、年長の赤ちゃんと幼児の約70%が野菜を食べ、大体9か月で離乳食の野菜は急速に調理済みの野菜に置き換わる。生野菜は、すべての赤ちゃんや幼児にとって珍しいものです。1歳の誕生日までに、ほぼ3分の1の赤ちゃんが任意の日にジャガイモを食べている。
肉肉やその他のタンパク質源（乳汁を除く）を食べる生後4か月と5か月のアメリカの赤ちゃんはほとんどいない。生後6か月から9か月の赤ちゃんは、ほとんどの場合、少量の肉と野菜や穀物を含む離乳食の一部として肉を食べる。生後9-12か月の赤ちゃんの約4分の3は、肉か、卵、チーズ、ヨーグルト、豆、ナッツなどの別のタンパク質源を与えられている。生後12-18か月の赤ちゃんの90%以上、およびそれ以上の幼児のほぼすべてが、少なくとも1日1回はタンパク質源を与えられている。これらの幼児のほぼ4分の3は、離乳食以外の肉を与えられている。離乳食用の肉（肉自体）は、どの年齢でも一般的ではない。
甘い食べ物、しょっぱい食べ物甘い食べ物、塩味の食べ物は赤ちゃんにとって珍しいものである。2002年の以前の調査と比較すると、あらゆる種類の甘い食べ物、スナック、または飲み物を与えられた生後9か月未満の赤ちゃんの数は、ほぼ半分に減少した。生後9か月から12か月で、クッキー、アイスクリーム、フルーツ味の飲み物などの甘い食べ物を与えられる赤ちゃんは半数未満である。離乳食用のデザートはどの年齢でも一般的ではないが、生後9か月から12か月の赤ちゃんのほぼ12%に与えられる。
| 領域       | 国                         | 最初の食べ物                                                                                                  | 最初の食事の年齢 (月) | 給餌方法 |
| ---------- | -------------------------- | --- | --------------------- | --- |
| アフリカ   | ナイジェリア（ヨルバ人）   | eko、モロコシまたはトウモロコシ（トウモロコシ） からの液体pap                                                 | 6                     | papは母親のカップ状にした手でキープして、赤ちゃんの口に注がれる。 赤ちゃんが飲み込むのに抵抗する場合、母親は赤ちゃんに強制給餌することがある。 |
| アフリカ   | タンザニア(ワゴゴ族)       | uji, 薄粟粥                                                                                                   | 3-4                   | Ujiは盃や瓢箪で飲む。 |
| アフリカ   | マリ                       | キビまたは米で作った濃いおかゆ(porridge)または薄いおかゆ(gruel)、あるいはそれに魚またはジャガイモを添えたもの | 女の子は7、男の子は10 | 子どもたちは、ボウルから自分自身の右手で食べる。 |
| アフリカ   | ジンバブエ                 | bota, トウモロコシ粉から作ったpap                                                                             | 3以前                 | 母親または介護者は、カップまたはスプーンで赤ちゃんに食事を与える。 |
| 南アメリカ | ブラジル                   | コーンスターチおよびその他の穀物                                                                              | 4                     | 粉ミルクは、多くの場合、生後3か月未満の新生児に与えられる。6か月後、ほとんどの赤ちゃんは豆と米、または家族が食べるものは何でも食べる。 大人の食べ物は細かく砕いて母親の手から与える。 |
| 南アメリカ | グアテマラ                 | Incaparinaまたはコーンミール粥、卵、フルーツ ジュース                                                         | 4-6                   | 母親は通常、家族が食べているものの中から適切な食べ物を選ぶ。コーンミールの薄い粥はしばしばボトルで与えられる。 |
| 南アメリカ | ペルー                     | 小麦とジャガイモのスープ                                                                                      | 6-8                   | 子供たちは、病気でない限り、通常、自分で食事をすることができる。都会の子供たちは、田舎の子供たちよりも早く固形物を与えられる。 |
| 南アメリカ | ドミニカ共和国             | オレンジジュース、ライムジュース、ビーンズ                                                                    | 3                     | 粉ミルクは、多くの場合、生後1か月未満の新生児に与えられる。ミルクとジュースは通常、ボトルで与えられる。果物と野菜は通常、肉と豆の前に導入され、穀物は通常最後に導入される。 |
| アジア     | ブータン                   | バターで炊いた米粉またはトウモロコシの濃いお粥                                                                | 2                     | 赤ちゃんはお母さんの手から食べる。 |
| アジア     | バングラデシュ             | フィンガーフード、米、または米に似た食品                                                                      |                       | 赤ちゃんに与えられる固形食の量は通常非常に少量ですが、毎日数回行われる。食品は通常、介護者の手に受けられるが、ボトル、カップ、またはスプーンを使用することもでる。 |
| アジア     | ネパール                   | 穀類 | 6                     | 母親たちは、家族のために調理する穀物をあらかじめ噛んでおいたものを水やバターと混ぜ、指を使って食べ物を赤ちゃんの口に入れる。ヒンズー教徒の家庭の赤ちゃんは、アンナプラシャナのお祝いで生後3週間で米を食べさせられるが、その後継続して与え続けはしない。多くの母親は農場で働いており、通常、固形食品の導入は忙しい農業の時期の始まりに開始される。 |
| アジア     | フィリピン                 | lugao （米のおかゆ）、すりつぶした果物または野菜、または柔らかいパン                                          | 3-6                   | 哺乳瓶は、より高い社会的地位を持っていると認識されている。パイナップルやとうもろこしなどの繊維質の食物は、赤ちゃんが簡単に消化できないと考えられていたため、母親はこれらの食物を拒否していた。 |
| オセアニア | パプアニューギニア         | どろどろにしたパパイヤ、サツマイモ、カボチャ、バナナ                                                          | 6-12                  | 水、野菜スープ、皮をむいたサトウキビが、追加の水分源として幼い乳児に与えられた。液体は、ボウル、カップ、または竹ストローで与えられた。里芋と肉は赤ちゃんが一歳くらいになるまで控えていた。伝統的に、赤ちゃんは歩けるようになるまで固形物を与えられなかった。 |
| オセアニア | ソロモン諸島（クワイオ族） | 水と一緒に噛んだタロイモ、ココナッツミルクで調理したサツマイモ                                                | 0-9                   | クワイオ族の慣行は、宗教的伝統によって分かれていた。伝統的な食のタブーを固守する多くの異教の母親は、生後1～2か月以内に赤ちゃんに固形食を与え始めた。彼らは食べ物をよく噛んで、最初の数ヶ月は口から口へと食べさる。これは、母親が一時的に不在の場合に、空腹の赤ちゃんに食事を与えるための一般的な方法でもあった。スクル（キリスト教徒の入植者に関連する伝統）の母親は通常、生後6か月から9か月の間に固形食品を与え始めた。赤ちゃんに口から口へと与えた人もいた。他の人は、食べ物を事前に噛んだり、茹でたり、つぶしたりして、スプーンまたは赤ちゃんの手で赤ちゃんに与えた。 |
| オセアニア | トロブリアンド諸島         | スープ、マッシュした、または事前に噛んだヤムイモまたはタロイモ                                                | 1                     | 1970年代と 1980年代には、火のある暗い建物に母親と赤ちゃんを隔離するという伝統的な産後の慣習に従った女性もいた。食物は、kanua（例えば、タロイモまたは母乳）とkawenu（例えば、野生の野菜または市販の乳児用調整乳）と考えられた。kanuaと考えられた食品は、赤ちゃんにおすすめされた。 |
| 北米       | アメリカ                   | 乳児用シリアル、次にピューレ状の果物または野菜                                                                | 2-6                   | シリアルは乳児用調合乳と混ぜて哺乳瓶で与えるか、スプーンで赤ちゃんに与える。貧しい女性は、裕福な女性よりもはるかに早く固形食品を食べさせ始める。 |

### 幼児用食品
一部の商用ベビーフード会社は、生後約12か月から2歳半までの幼児向けの特別な食品を生産するために製品ラインを拡大している。これらには、ジュース、シリアル、電子レンジ対応の少量の食事、焼き菓子、および幼児向けに処方および販売されているその他の食品が含まれる。

### 高齢者による利用
1940年代後半、Gerber Products CompanyとBeech-Nutは、販売を促進するため、市販の離乳食を使った高齢者、病人、障害者向けの特別な料理本を作成した。

## 日本の離乳食

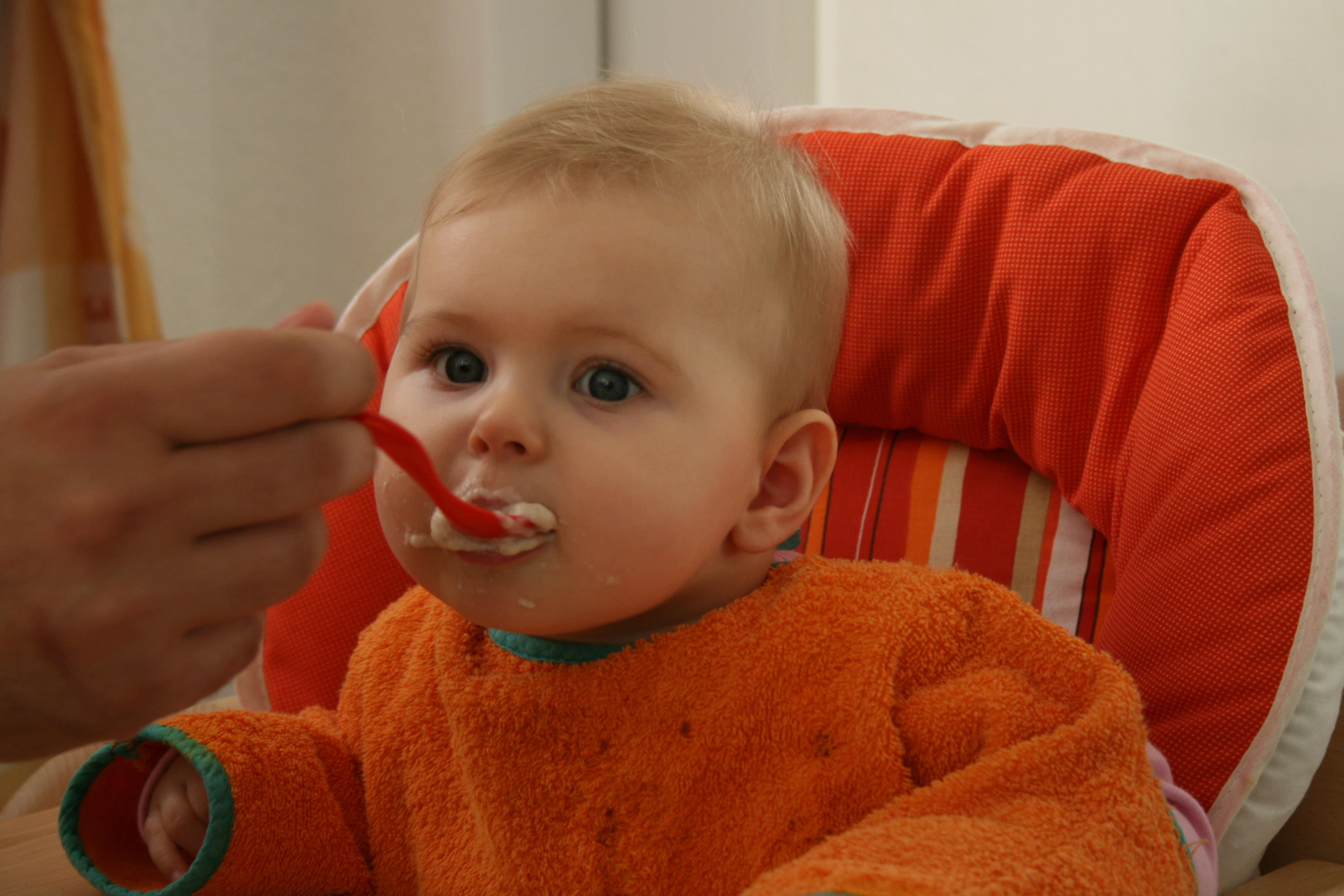
離乳食を食べている赤ちゃん

離乳とは成長に伴い母乳や育児用ミルクの乳汁だけでは不足するエネルギーや栄養素を補完するために幼児食に移行する過程をいい、その時に与えられる食事を離乳食という。

### 離乳の支援に関する基本的考え方
離乳の完了は、母乳または育児用ミルクを飲んでいない状態を意味するものではない。
離乳食はWHOでは「Complementary Feeding」といい、いわゆる「補完食」と訳されることがある。
乳汁から幼児食に移行する過程で子どもの摂食機能は、乳汁を吸うことから、食物をかみつぶして飲み込むことへと発達する。摂取する食品の量や種類が徐々に増え、献立や調理の形態も変化していく。また摂食行動は次第に自立へと向かっていく。離乳については、子どもの食欲、摂食行動、成長・発達パターン等、子どもにはそれぞれ個性があるので、画一的な進め方にならないよう留意しなければならない。また、地域の食文化、家庭の食習慣等を考慮した無理のない離乳の進め方、離乳食の内容や量を、それぞれの子どもの状況にあわせて進めていくことが重要である。

### 補完食
世界保健機関(WHO)では乳児の食事を「Complementary feeding」（補完的な摂食）と紹介しており補完食と訳されることがある。生後6か月頃になると、乳児のエネルギーと栄養素の必要量は母乳で提供される量を上回り始めるため、母乳の栄養量と子供の栄養必要量の差を満たす必要がある。この年齢の乳児は他の食品に対する発達の準備も整っており、この移行を補完的な摂食Complementary feedingと呼ぶ。補完食品は「タイムリー・充分・安全・適合した給餌」の条件が満たされている必要がある。

## 日本の離乳食開始時期と進め方

### 日本の開始時期
離乳の開始はなめらかにすりつぶした状態の食物を初めて与えた時をいう。時期は個人差もあるが生後5か月から6か月頃が適当である。開始時期の子どもの発達状況の目安としては、首のすわりがしっかりして寝返りができ、5秒以上座れる、スプーンなどを口に入れても舌で押し出すことが少なくなる（哺乳反射の減弱）、食べ物に興味を示すなどがあげられる。ただし、子どもの発育及び発達には個人差があるので、月齢はあくまでも目安であり、子どもの様子をよく観察しながら、親が子どもの「食べたがっているサイン」に気がつくように進める。

### 離乳の進行[23]
離乳の進行は子どもの発育及び発達の状況に応じて食品の量や種類及び形態を調整しながら、食べる経験を通じて摂食機能を獲得し、成長していく過程である。乳幼児の月齢や食物の状態により、離乳初期、離乳中期、離乳後期、離乳の完了と分類される。

#### ・離乳初期（生後5か月～6か月頃）
離乳食を飲み込むこと、その舌ざわりや味に慣れることが主目的である。離乳食は1日1回与える。母乳又は育児用ミルクは、授乳のリズムに沿って子どもの欲するままに与える。食べ方は、口唇を閉じて、捕食や嚥下ができるようになり、口に入ったものを舌で前から後ろへ送り込むことができる。

#### ・離乳中期（生後7か月～8か月頃）
生後7-8か月頃からは舌でつぶせる固さのものを与える。離乳食は1日2回にして生活リズムを確立していく。母乳又は育児用ミルクは離乳食の後に与え、このほかに授乳のリズムに沿って母乳は子どもの欲するままに、ミルクは1日に3回程度与える。食べ方は、舌、顎の動きは前後から上下運動へ移行し、それに伴って口唇は左右対称に引かれるようになる。食べさせ方は、平らな離乳食用のスプーンを下唇にのせ、上唇が閉じるのを待つ。

#### ・離乳後期（生後9か月～11 か月頃）
歯ぐきでつぶせる固さのものを与える。離乳食は1日3回にし、食欲に応じて、離乳食の量を増やす。離乳食の後に母乳又は育児用ミルクを与える。このほかに、授乳のリズムに沿って母乳は子どもの欲するままに、育児用ミルクは1日2回程度与える。食べ方は、舌で食べ物を歯ぐきの上に乗せられるようになるため、歯や歯ぐきで潰すことが出来るようになる。口唇は左右非対称の動きとなり、噛んでいる方向に依っていく動きがみられる。食べさせ方は、丸み（くぼみ）のある離乳食用のスプーンを下唇に のせ、上唇が閉じるのを待つ。手づかみ食べも積極的にさせたい行動である。

#### ・離乳の完了（生後12か月～18 か月頃）
離乳の完了とは、形のある食物をかみつぶすことができるようになり、エネルギーや栄養素の大部分が母乳又は育児用ミルク以外の食物から摂取できるようになった状態をいう。その時期は生後12 か月から 18 か月頃である。食事は1日3回となり、その他に1日1-2回の補食を必要に応じて与える。母乳又は育児用ミルクは、子どもの離乳の進行及び完了の状況に応じて与える。なお、離乳の完了は、母乳又は育児用ミルクを飲んでいない状態を意味するものではない。食べ方は、手づかみ食べで前歯で噛み取る練習をして、一口量を覚え、やがて食具を使うようになって、自分で食べる準備をしていく。

### 手づかみ食べ
手づかみ食べは、生後9か月頃から始まり、1歳過ぎの子どもの発育及び発達にとって、積極的にさせたい行動である。食べ物を触ったり、握ったりすることで、その固さや触感を体験し、食べ物への関心につながり、自らの意志で食べようとする行動につながる。子どもが手づかみ食べをすると、周りが汚れて片付けが大変、食事に時間がかかる等の理由から、手づかみ食べをさせたくないと考える親もいる。そのような場合、手づかみ食べが子どもの発育及び発達に必要である理由について情報提供することで、親が納得して子どもに手づかみ食べを働きかけることが大切である。
手づかみ食べは赤ちゃんが食べ物を、目で確かめて、手指でつかみ、口まで運び口に入れるという目と手と口の協調運動であり、摂食機能の発達の上で重要な役割を担う。
1. 目で食べ物の大きさや形を確かめる。
2. 手でつかむことによって、食べ物の温度や固さを確かめるとともにどの程度で握れば適当かという体験をつみ重ねる。
3. 口まで運ぶ段階では指しゃぶりやおもちゃをなめたりして、口と手を協調させてきた経験がいかされる。

## 日本の離乳食の食品の安全性
離乳の開始前の子どもにとって、最適な栄養源は乳汁（母乳又は育児用ミルク）であり、離乳の開始前に果汁やイオン飲料を与えることの栄養学的な意義は認められていない。また、蜂蜜は、乳児ボツリヌス症を引き起こすリスクがあるため、1歳を過ぎるまでは与えない。
食物アレルギーの発症を心配して、離乳の開始や特定の食物の摂取開始を遅らせても、食物アレルギーの予防効果があるという科学的根拠はないことから、生後5-6か月頃から離乳を始めるように情報提供を行う。
離乳を進めるに当たり、食物アレルギーが疑われる症状がみられた場合、自己判断で対応せずに、必ず医師の診断に基づいて進めることが必要である。なお、食物アレルギーの診断がされている子どもについては、必要な栄養素等を過不足なく摂取できるよう、具体的な離乳食の提案が必要である。
- 蜂蜜…乳児ボツリヌス症の予防のため満1歳まで使用しない。ボツリヌス菌は熱に強いので、通常の加熱や調理では死なない。
- 卵…卵黄から全卵へと進め ていく。
- 牛乳…鉄欠乏性貧血予防の観点から1歳経過後が望ましい[23][26]。
- 餅…アレルギー食品ではないが大人でも窒息のリスクがある。後期以降でも細かく刻んで与える。

万が一の事故やアレルギー疾患を予防するためにも、子供の状態を見極め、医師や保健所などの適切な指導を受けることが肝要である。

## 歴史や文化

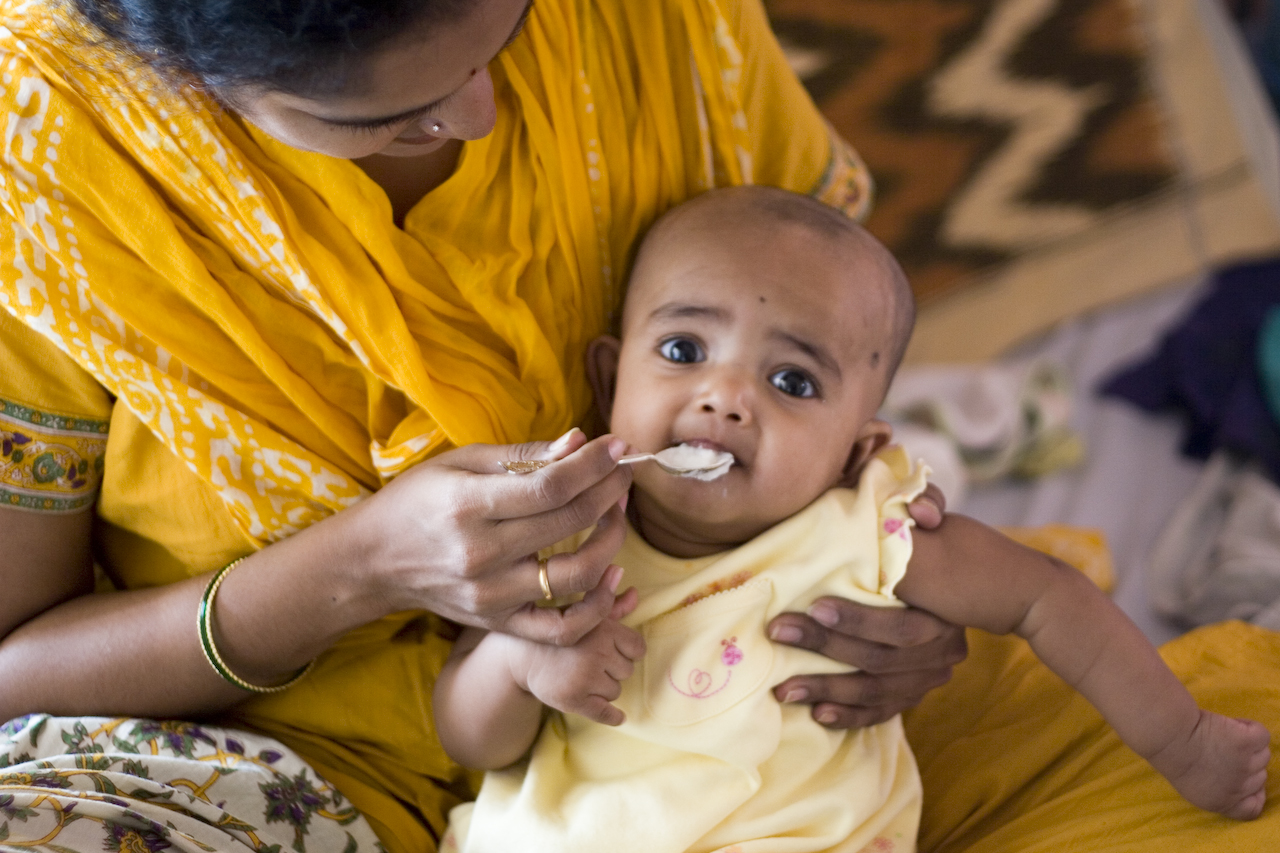
アンナプラシャナと呼ばれる宗教的な儀式で、ヒンズー教の子供が最初の固形食を受け取る

離乳食は文化によって異なる。多くの文化では、穀物と液体のペーストが最初の離乳食である。人類の歴史上、そして現在世界中の多くの文化において、赤ちゃんは、赤ちゃんの世話をする人によって、食物を粉砕して消化プロセスを開始するために、事前に咀嚼された食物を与えられている。
1900年代半ばまでの欧米では、離乳食は一般的に家庭で作られていた。産業革命により、市販の離乳食を便利なアイテムとして宣伝する離乳食市場が始まった。現在、先進国では、離乳食は、商業的に製造された鉄分強化された乳児用シリアルから始められることが多く、その後、果物や野菜をどろどろに柔らかくした物に移行する。市販の離乳食は幅広く展開されていて、乾燥、即席、冷凍などの形態で、多くの場合、準備しやすいように小さなバッチ (小さな瓶など) で提供される。一方で、発展途上国では、母乳育児はより広く受け入れられ、公の場で社会的に許容されているため、社会的な対照を生み出している。エイミー・ベントレー、Inventing Baby Foodの著者、先進国では家族が加工ベビーフードを購入して子供に食べさせることができるのに対し、発展途上国では自然な母乳育児がより一般的であるため、乳児の授乳が「アメリカの世紀の戦後時代における自分の立場」をどのように反映しているかについて語っている。
オランダの市販の離乳食は、1901年に初めてMartinus van der Hagenによって彼のNV Nutricia社を通じて用意された。米国では、1920年代に初めてHarold Clappによって用意されClapp's Baby Foodが販売された。現在Gerber Products Companyと呼ばれているFremont Canning Companyは 1927年に始まった。Beech-Nut company は 1931年に米国のベビーフード市場に参入した。1930年代に病気の子供たちのために作られた。他の市販のベビーフードメーカーには、HJ ハインツ カンパニー、ネスレ、Nutricia、Organix、ユニリーバなどがある。ハインツは 1980年代に脱水ベビーフードを製造した。1960年代に有機食品の需要が高まり始めた。以来、多くの大規模な商業メーカーが幼児食のオーガニックラインを導入している。
20世紀初頭のアメリカでは、ほとんどの赤ちゃんが生後7か月頃から離乳食を食べ始めた。 第二次世界大戦中と戦後まもなく、固形食品が最初に導入された年齢はわずか6週間に早まった。その後、この年齢は4か月から6か月に後退した。20世紀半ばまでに、製造された離乳食が容易に使用され、以前の乳児の摂食方法が補完された。Inventing Baby Foodの著者であるAmy Bentleyは晩年に、過度に使用された製造された離乳食に含まれる砂糖、塩、およびMSGの過剰な添加物により、乳児が加工食品を好むようになると主張している。また、幼児期に固形食品に触れさせることは、後の人生で食品に慣れるのに役立つと考えられている。その後の塩と砂糖の誤用は、体重と栄養に基づく病気の問題に影響を与えることも恐れられていた。
中国やその他の東アジア諸国では、手作りの離乳食が一般的であり、赤ちゃんはxifanと呼ばれるおかゆから始め、その後、つぶした果物、柔らかい野菜、豆腐、魚に移る。
スウェーデンでは、バナナなどの潰した果物、オートミール、潰した野菜から始めるのが一般的である。
アフリカ西部では、トウモロコシのお粥が幼児に与えられる最初の固形食品であることがよくある。
乳児が固形物を最初に噛むことは儀式的なものであり、多くの文化において宗教的な重要性を持っている。この一例は、ヒンズー教の儀式であるアンナプラシャンで、通常は年配の家族によって祝福された甘いおかゆが乳児に与えられる。同様の通過儀礼は、ベンガル地域、ベトナム、タイを含むヒンズー教の国で実践されている。

## 市場
Zion Market Research によると、米国のベビーフードの市場規模は 2018年に 530億ドル、2021年までに760億ドルに成長すると推定されている。
米国の市販のベビーフードは、1996年米国市場シェア約70%のガーバーが独占している。有機ベビーフードの最大のブランドである Heinz's Earth's Best は、アメリカの市場シェアの約2%を占めている。
オーストラリア、カナダ、ニュージーランドでは、Heinz'sは 1996年の市場シェアの約90%を占めている 。

### 論争
一部の市販の離乳食は、その内容とコストについて批判されている。何十年にもわたって、汚染や腐敗の懸念から、離乳食のリコールが何度も行われてきた。1984年と1986年に、Gerber はガラス製のベビーフードの瓶が輸送中に壊れたというスキャンダルに巻き込まれ、売上と収益性に劇的な影響を与えたが、米国食品医薬品局は後に会社に過失はないと結論付けた。1987年、Beechnut は1980年代初頭に混入したリンゴジュースを販売した罪を解決するために 2,500万ドルを支払った。2011年、ネスレフランスはプティットポットのリコールを決定した。顧客が瓶の1つにガラスの破片を見つけたと伝えられた後、予防措置として離乳食を提供した。事故の範囲を調査した結果、会社は、それが孤立した出来事であり、一連の生産ラインの残りの部分は影響を受けていないと結論付けた。

### 日本の離乳食市場
数多くのメーカーからベビーフードと呼ばれるレトルト食品や瓶詰の離乳食が発売されている。市販の離乳食は離乳の進行に応じて様々な形態や固さの物が用意されている。栄養強化されているものもある。
主にスーパー、ドラッグストア、コンビニ、通販サイトなどで販売されており、また、一部の飲食店やファミリーレストランでは、離乳食をメニューとして供しているところもある。

### 厚生労働省
- 授乳・離乳の支援ガイド（2019年改定版）
- 離乳食スケジュール

### WHO
- 生後 6 ～ 23 か月の乳児および幼児の補完栄養に関する WHO ガイドラインWHO Guideline for complementary feeding of infants and young children 6-23 months of age(2023)
- 乳幼児の食事Infant and young child feeding
- 補完的な摂食Complementary feeding
- Complementary feeding: family foods for breastfed children(2000)

### CDC
- 生後6～24ヶ月の食べ物と飲み物　補完食Foods and Drinks for 6 to 24 Month Olds(2025年3月20日)
- 固形食をいつ、何を、どのように与えるかWhen, What, and How to Introduce Solid Foods(2025年3月20日)
- どのくらいの量とどのくらいの頻度で食べ物を与えるかHow Much and How Often To Feed(2025年3月11日)
- 窒息の危険Choking Hazards(2024年10月10日)
- 健康を促進する食べ物と飲み物Foods and Drinks to Encourage(2025年3月11日)
- 避けるべき、または制限すべき食べ物と飲み物Foods and Drinks to Avoid or Limit(2025年3月11日)
- 味と食感Tastes and Textures(2025年3月20日)
- 牛乳と牛乳代替品は12カ月以上になってからCow's Milk and Milk Alternatives(2025年3月20日)
- 好き嫌いが多い子供への対処法Picky Eaters and What to Do(2023年11月22日)
- 乳幼児の栄養About Infant and Toddler Nutrition(2024年3月6日)
- 乳幼児の栄養素ビタミンDと鉄と亜鉛についてVitamins and Minerals(2024年4月1日)

### NHS
- 離乳食開始を生後6か月まで待つのはなぜ?Your baby's first solid foods
- 赤ちゃんが新しい食べ物を楽しめるように手助けしましょうHelp your baby enjoy new foods
- 赤ちゃんと幼児の食事のアイデアBaby and toddler meal ideas
- 子どもの食事：安全と衛生Children's food: safety and hygiene
- 赤ちゃんや幼児用の飲み物とカップDrinks and cups for babies and young children
- 乳幼児の食物アレルギーFood allergies in babies and young children
- 赤ちゃんや幼児に与えてはいけない食品Foods to avoid giving babies and young children
- 好き嫌いが多い人Fussy eaters
- 子供のためのビタミンVitamins for children
- 幼児に何を食べさせるかWhat to feed young children
- 幼児と食べ物：よくある質問Young children and food: common questions

### その他
- 赤ちゃんへの食事Feeding your baby　UNICEF
- Introducing solid foods: What you need to know from the Mayo Clinic.メイヨー・クリニック
- Feeding Tips from the Baby Care Encyclopedia.
- The Evolution of the Baby Food Industry 2000-2008, Federal Trade Commission Working Papers, 2009